# Port lotniczy Denis Island
Port lotniczy Denis Island (IATA: DEI, ICAO: FSSD) – port lotniczy na wyspie Denis Island (Seszele). Obsługuje czarterowe połączenia lotnicze z Mahé dla gości ośrodka wypoczynkowego Denis Private Island, położonego na wyspie.

## Linie lotnicze i połączenia
| Linia Lotnicza | Kierunek          |
| -------------- | ----------------- |
| Air Seychelles | Czartery: 1. Mahé |